# Antônio Carlos Ribeiro de Andrada
Pour les articles homonymes, voir António Ribeiro (homonymie), Ribeiro et Andrada.
Antônio Carlos Ribeiro de Andrada, né le 5 septembre 1870 à Barbacena, dans l'État du Minas Gerais  et mort à Rio de Janeiro, le 1er janvier 1946) est un homme politique brésilien.
Trois municipalités brésiliennes sont nommées d'après lui : Andradas et Antônio Carlos au Minas Gerais et Antônio Carlos dans l'État de Santa Catarina. 

## Biographie
Antônio Carlos Ribeiro de Andrada occupa les fonctions de président de la Chambre des députés du Brésil, sénateur de la République, ministre et président de l'État du Minas Gerais. Il nomma en 1926 Francisco Campos secrétaire de l'Intérieur du Minais Gerais, mettant ainsi le pied à l'étrier de celui qui écrira la Constitution de l'Estado Novo.
Il joua un rôle majeur dans la Révolution de 1930, qui marqua la fin de la « vieille République » (1889-1930) et l'arrivée au pouvoir de Getúlio Vargas